# Cinc nafres de Jesucrist

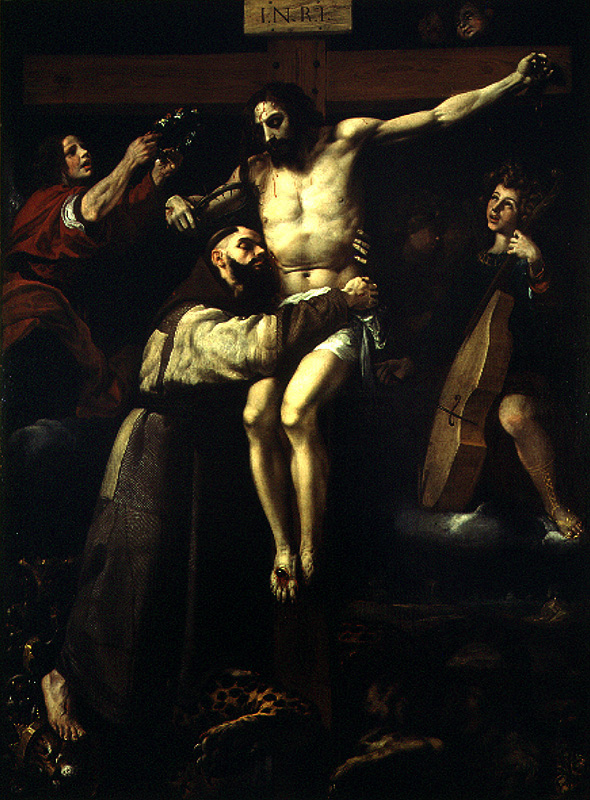
Francesc Ribalta (Solsona, 1565 - València, 1628): Abraçada de sant Francesc al crucificat (ca. 1620), Museu de Belles arts de València.

Les Cinc nafres de Jesucrist (o plagues en versions arcaïtzants) és una expressió devocional que fa referència a les cinc ferides que va rebre Jesús a la seva crucifixió. Quan encara estava viu li van ser infligides les perforacions d'ambdues mans i peus practicades pels claus que el subjectaven a la creu; i una vegada mort i com a forma d'assegurar-se de la seva defunció, va rebre una ferida en el costat dret, practicada amb una llança que li va travessar el tòrax fins a arribar al cor.

## La devoció
La devoció per les cinc nafres va ser iniciada per Sant Francesc d'Assís que, segons la tradició, quan estava en èxtasi va rebre directament del Crucificat aquests estigmes al seu propi cos. D'aquí que l'orde dels Frares Menors hagi estat una de les grans impulsores de la devoció, i que fins i tot faci servir com a emblemes propis diferents símbols que les representen:
- L'escut de les cinc nafres: sobre camp d'or cinc nafres o ferides sagnants en sautor;
- El cordó franciscà de cinc nusos (encara que el que cenyeix l'hàbit en porta tres, referits als vots de pobresa, castedat i obediència);
- L'abraçada franciscana: envoltant una creu sumada a un núvol, dos braços creuats amb els palmells estesos mostrant sengles nafres; un dels braços apareix nu (Jesucrist) i l'altre vestint el saial franciscà (Sant Francesc d'Assís). Aquest símbol representa la llegenda que explica com el crucifix davant el qual Sant Francesc es trobava en oració va despenjar un braç de la creu per estrènyer-se en una abraçada amb el sant d'Assís.

A partir del segle XVI, els Frares Menors van establir a les seves principals cases de Castella i Andalusia (Sevilla, Màlaga, Jaén, Baeza) germanors de deixuplinants que tenien com a devoció corporativa la Veracreu i que solien adoptar —al costat de la creu llatina verda— l'escut de les cinc nafres com a emblema identificatiu.

## Crist de les cinc nafres en l'art
El Crist de les cinc nafres és comú a l'art alemany (Der Schmerzensmann), que va ser difós per les confraries de la Santa Sang, pels flagelants i per l'Orde de Santa Brígida de Suècia (orde militar amb branca femenina -Ordre del Santíssim Salvador de Santa Brígida-), que havia adoptat com a insígnia cinc petits discos vermells que imitaven gotes de sang.

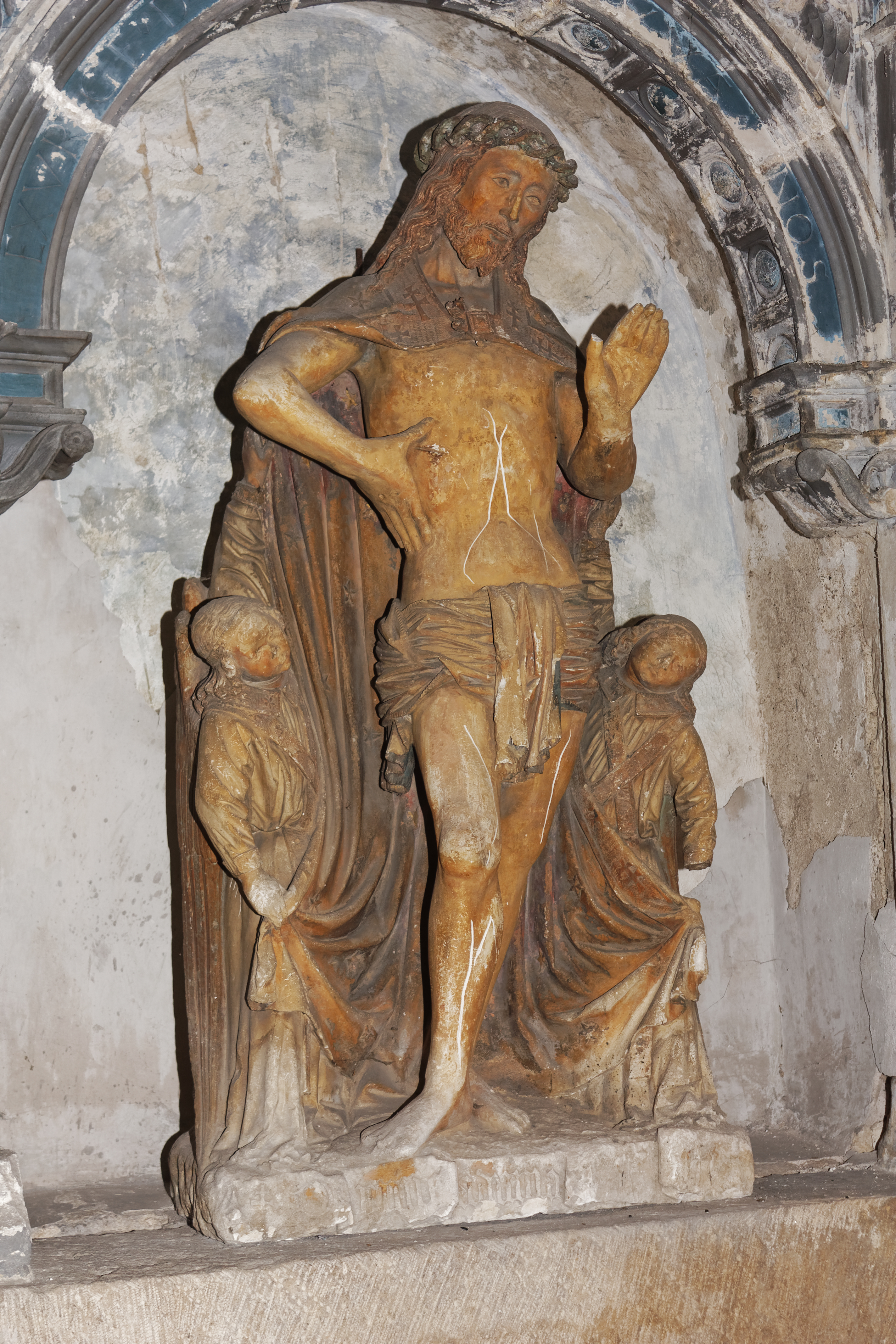
"Crist de les cinc nafres" de la capella de Saint-Cyr et Sainte-Julite (Semur-en-Auxois). Probablement va ser encarregada per la Germanor de les Cinc Nafres
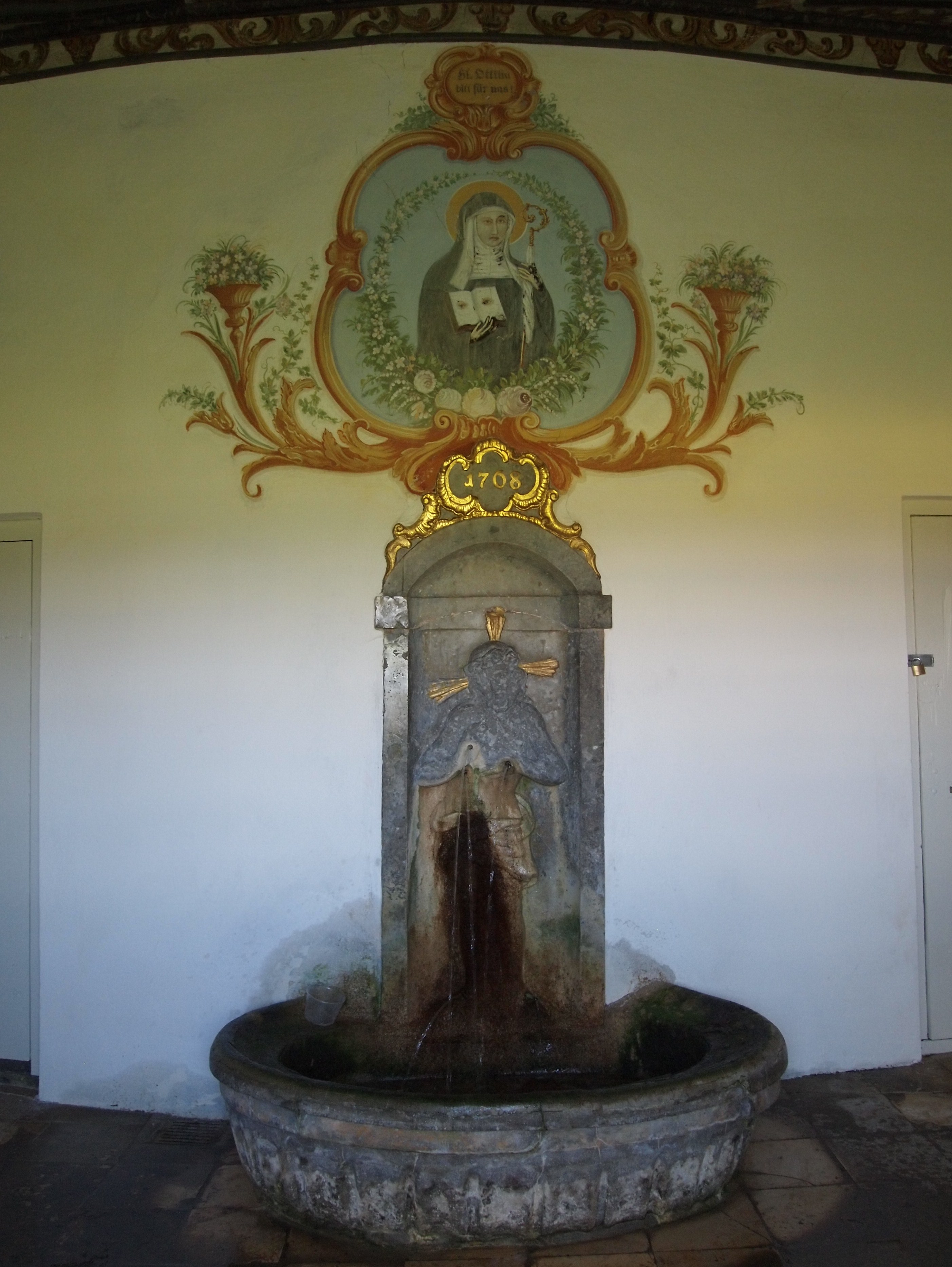
Kapelle Fünf Wunden ("capella de les cinc nafres"), a Hörmanshofen.
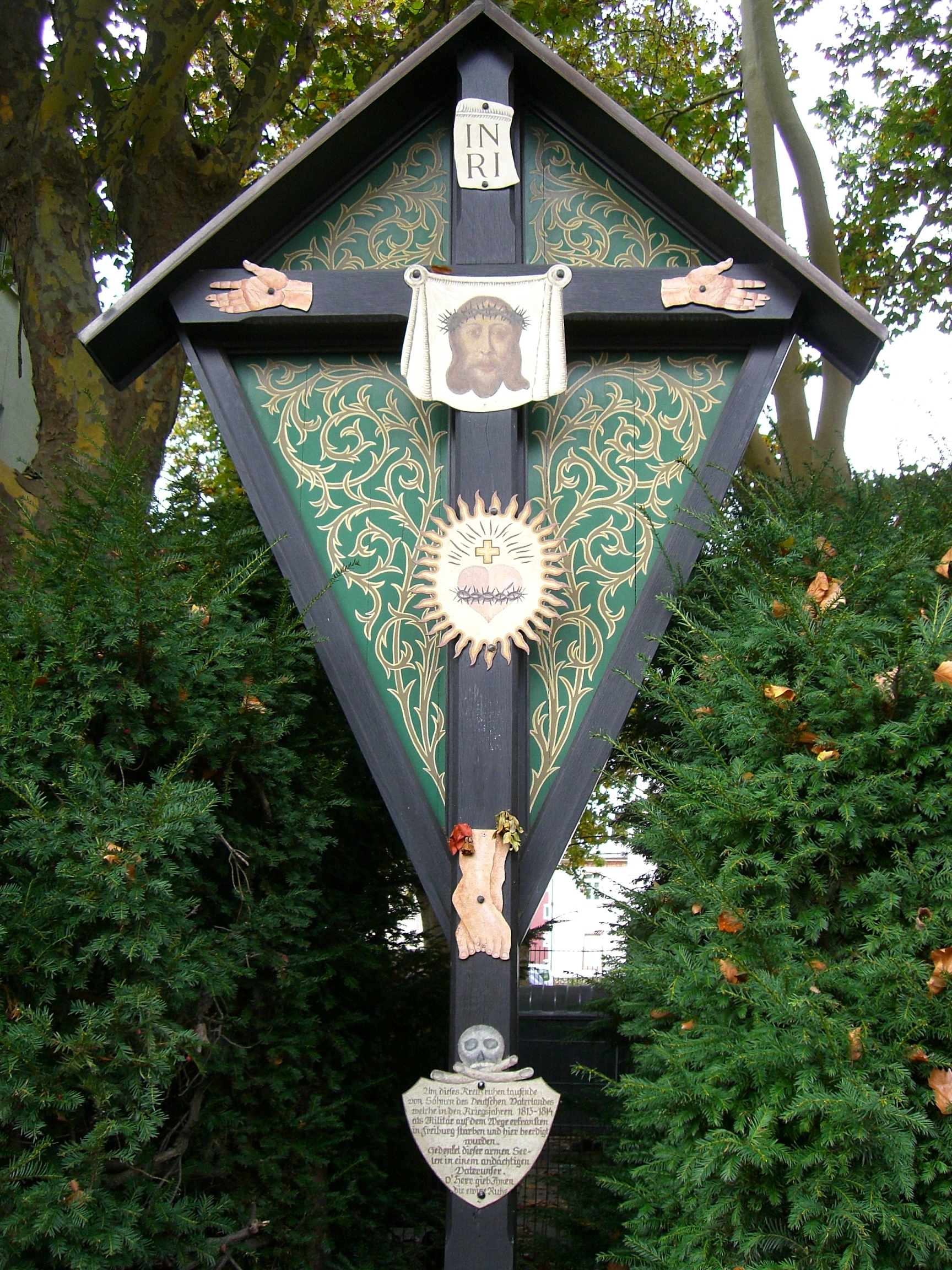
Fünfwundenkreuz ("creu de les cinc nafres"), a Friburg.
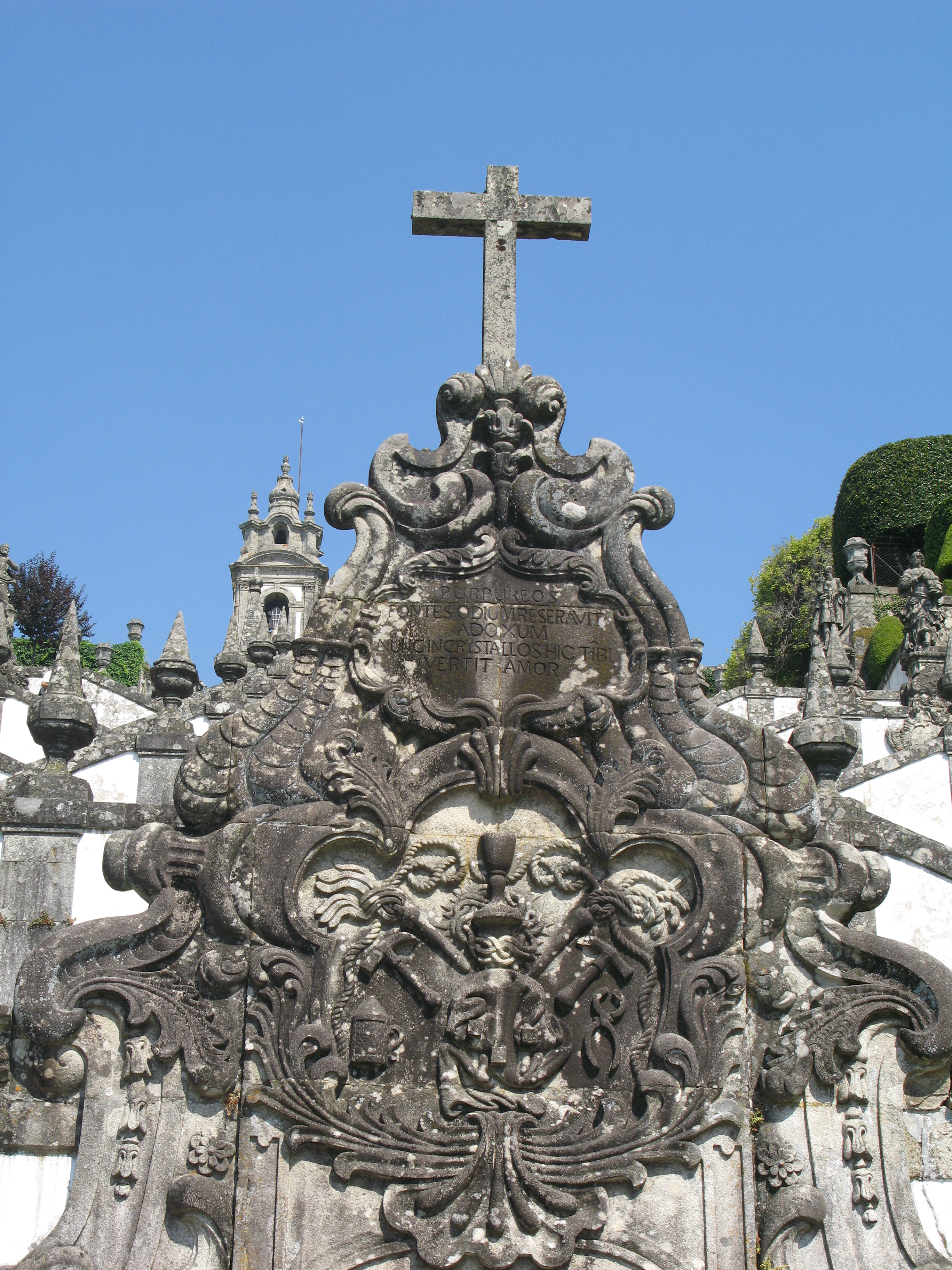
Fonte das Cinco Chagas ("font de les Cinc Nafres") als Escadórios do Bom Jesus de Bom Jesus do Munti (Braga).

Existeix un Crist de les Cinc Nafres a l'església de Sant Quirze de Valladolid, utilitzat com a pas de Setmana Santa per la Confraria de la Passió. No respon a la iconografia de l'Home de dolors, perquè és un Crist crucificat.

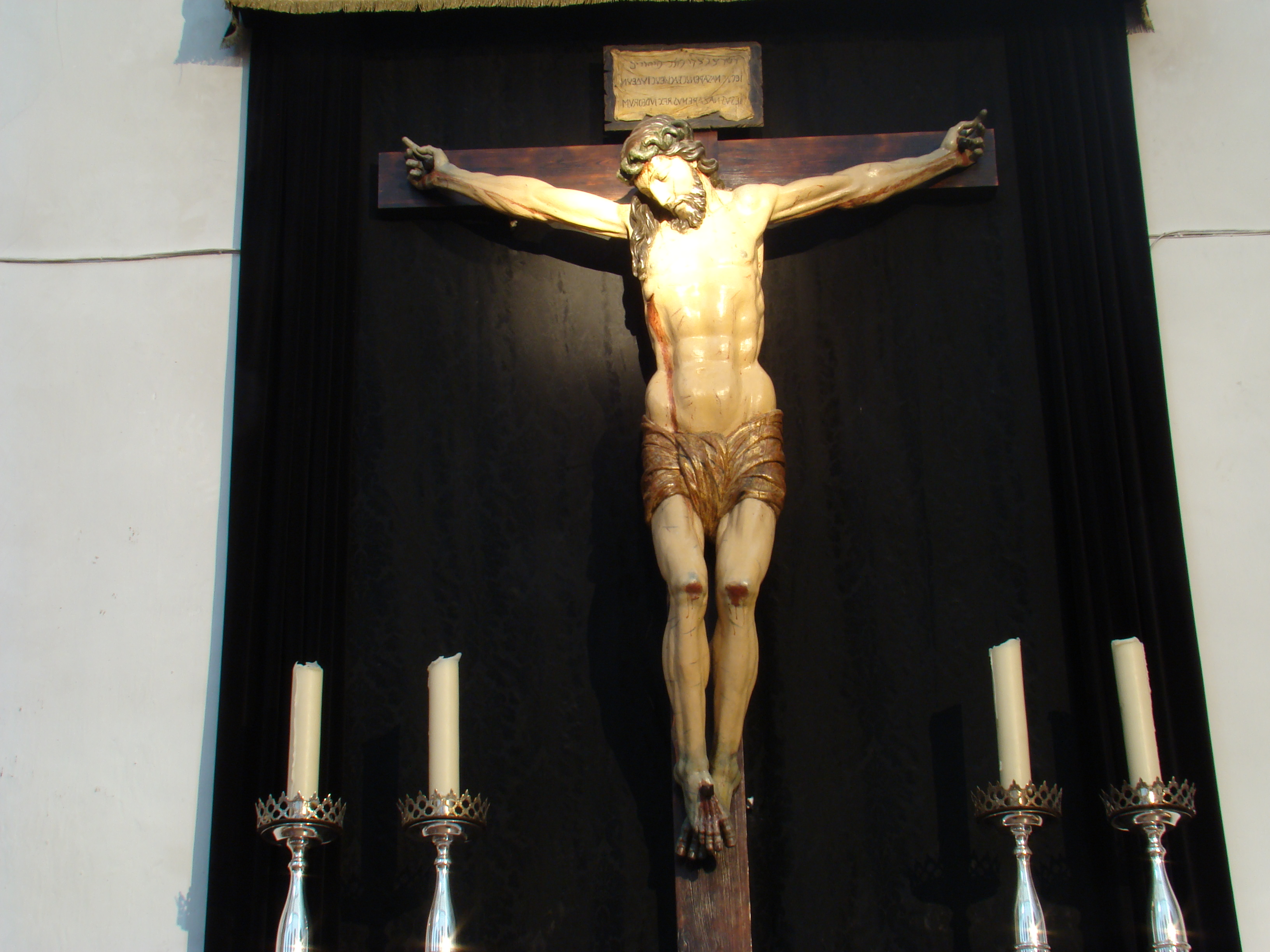
El Crist de les Cinc Nafres de Valladolid.

## Hospital de les cinc nafres
La denominació "hospital de les Cinc Nafres" està molt difosa.

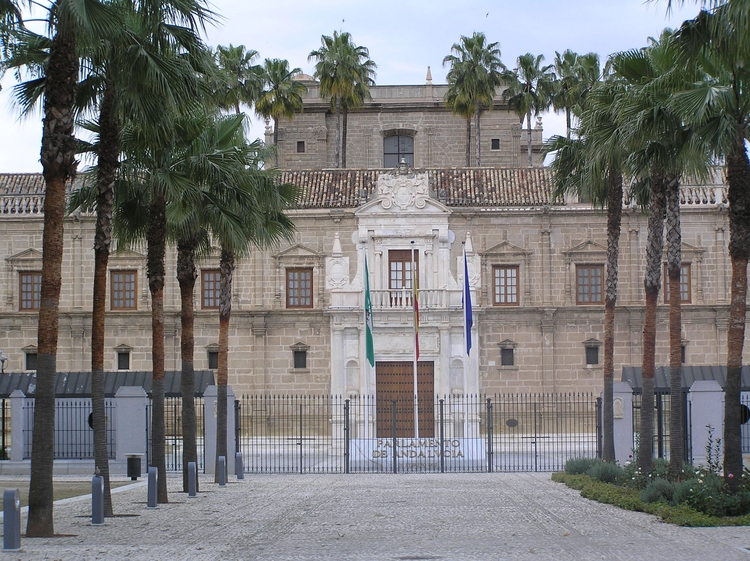
Hospital de les Cinc Nafres (Sevilla, avui seu del Parlament andalús).
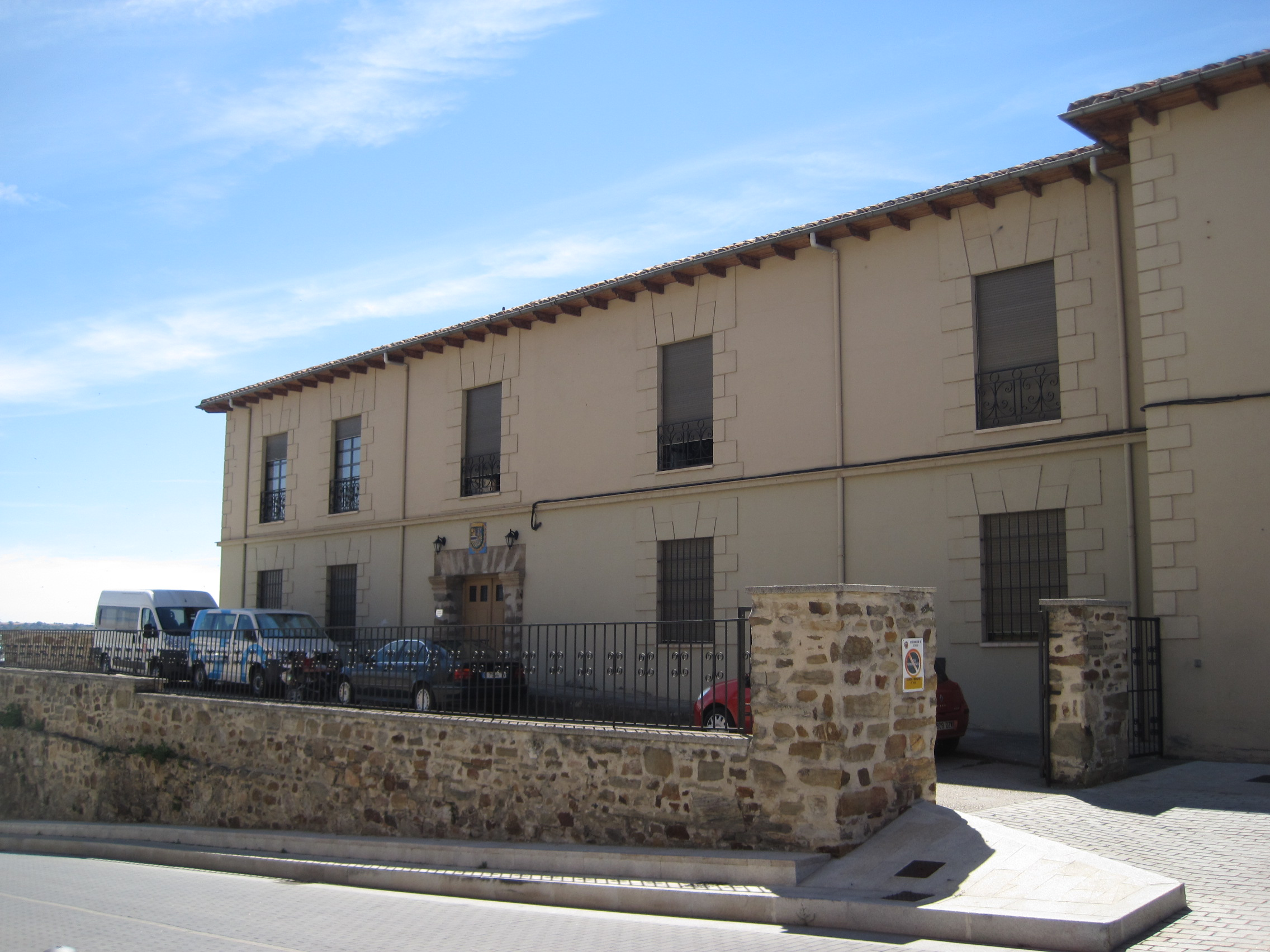
Hospital de les Cinc Nafres (Astorga).
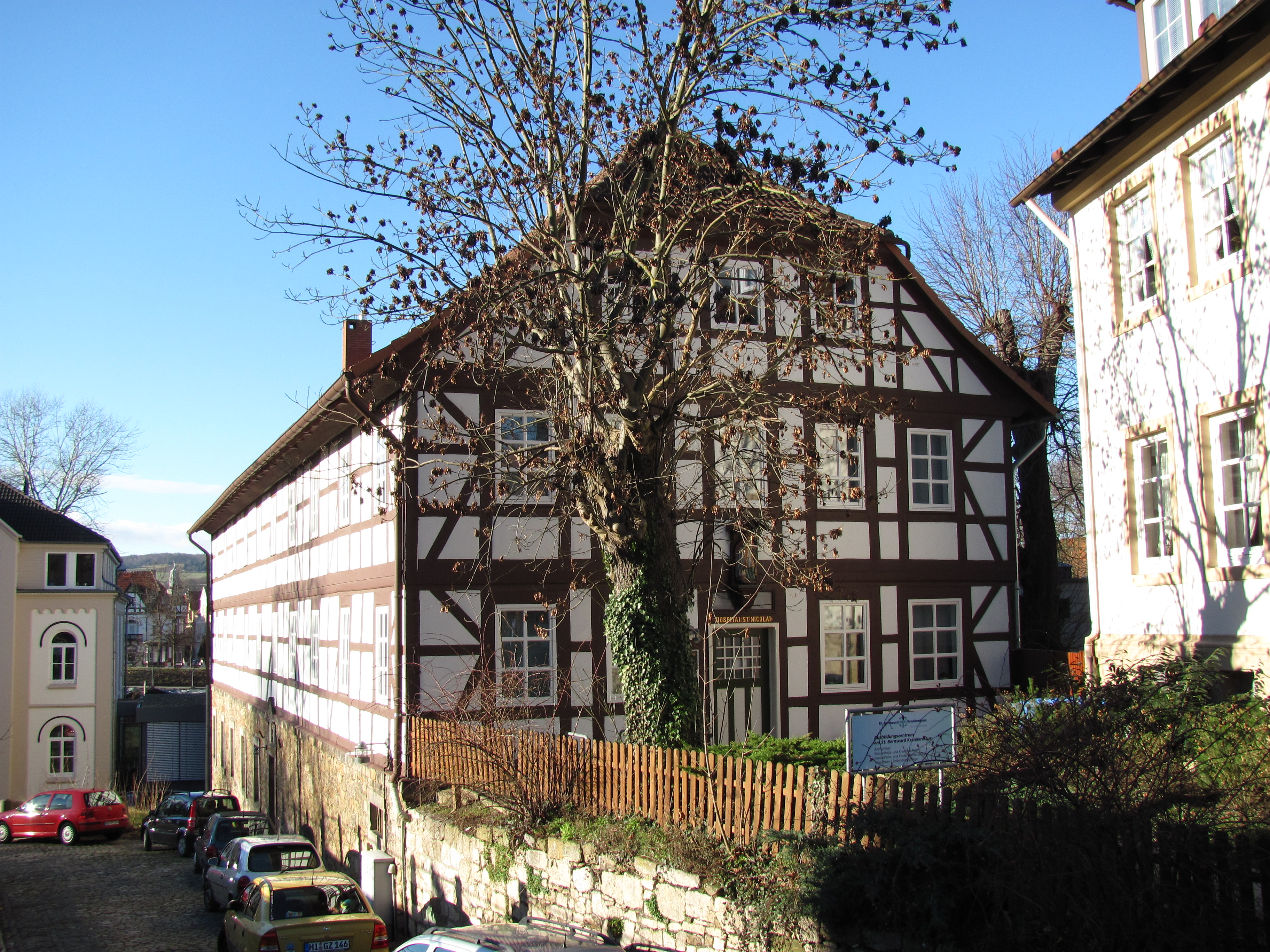
Hospital de les Cinc Nafres (Hildesheim), 1770.

## Església de les cinc nafres
Diverses esglésies estan dedicades a l'advocació de les Cinc Nafres.

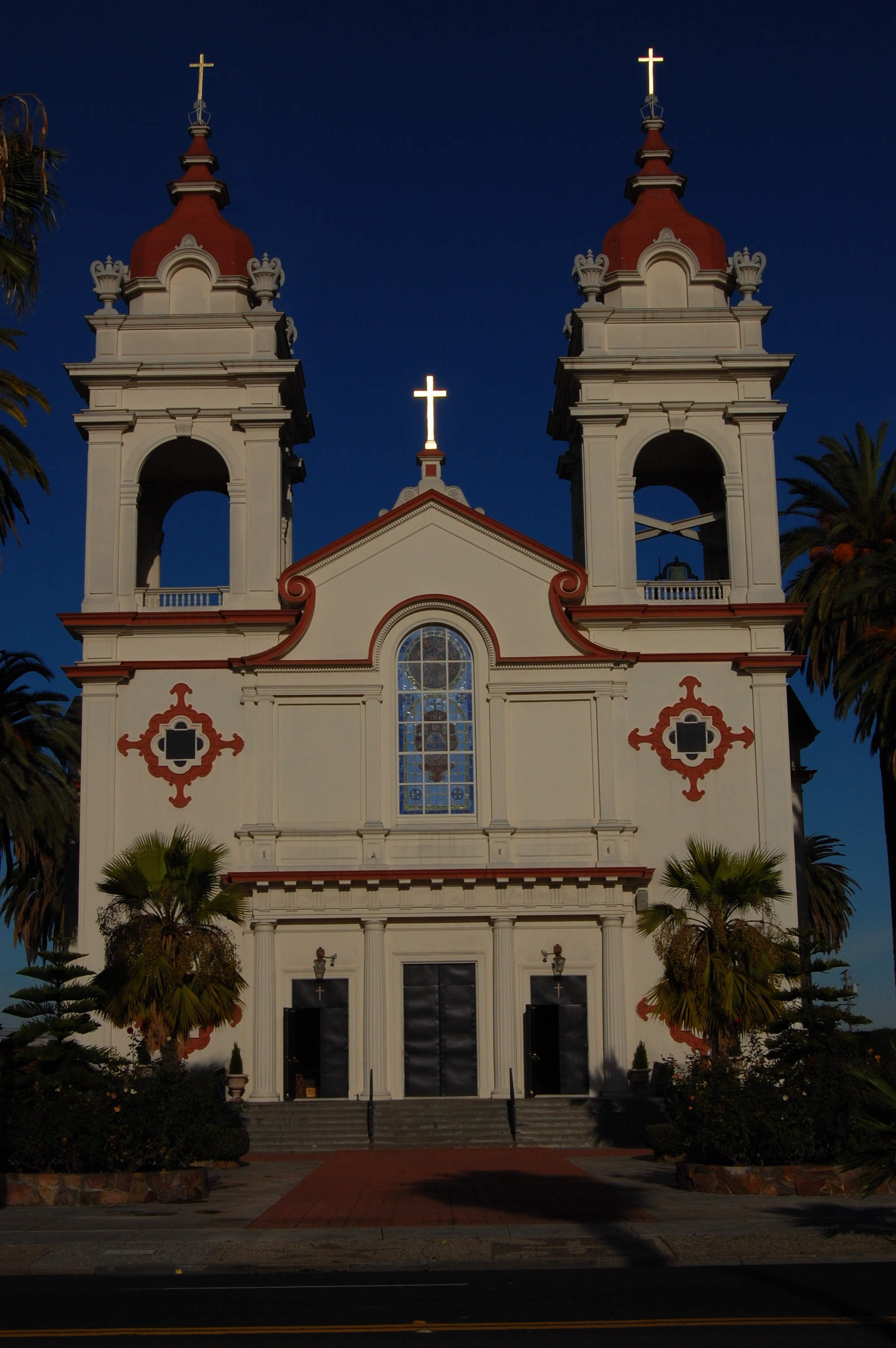
Igreja Nacional Portuguesa das Cinco Chagas de San José (Califòrnia).
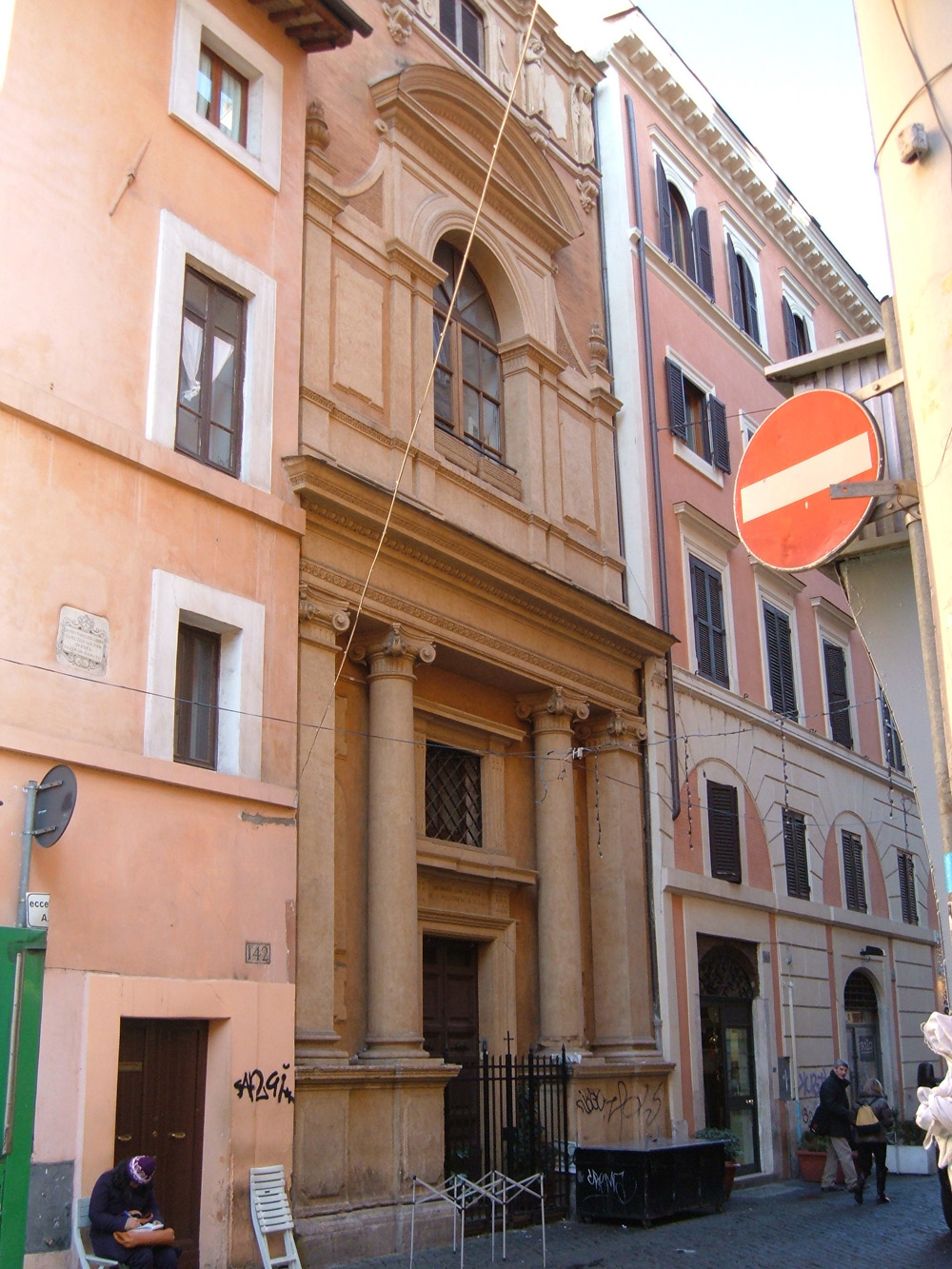
Oratorio del Santissimo Sagrament i delle Cinque Piaghe ("oratorio del Santíssim Sagrament i de les Cinc Nafres"), a Roma.